# Sousa EC
Sousa EC is een Braziliaanse voetbalclub uit Sousa in de staat Paraíba.

## Geschiedenis
De club opgericht in 1991 en werd dat jaar al meteen kampioen van de tweede klasse van het Campeonato Paraibano. In 1994 werd de club voor het eerst staatskampioen en plaatste zich ook voor de Série C van dat jaar, waar ze in de tweede ronde uitgeschakeld werden door CSA. Een jaar later bereikte de club de derde ronde, waar ze verloren van Icasa.
In 2009 werd de club voor de tweede keer staatskampioen. In 2023 bereikte de club de kwartfinale van de Série D en stond zo op een zucht van de promotie, maar verloor daar van Ferroviária.

## Erelijst
Campeonato Paraibano
1994, 2009, 2024, 2025